# Instituts de formation industrielle
Les Instituts de formation industrielle (en anglais : Industrial Training Institutes, sigle IIT et en anglais : Industrial Training Centers, sigle ITC) sont des instituts de formation dans les domaines techniques qui dépendent du Directorate General of Employment & Training (DGET) du ministère du Travail et de l'Emploi,.

## Structure
Les ITI sont publics et gérés par le gouvernement. Les ITC sont leurs équivalents privés.
Ils dispensent de la formation continue dans les domaines technique.
En 2002 il existait 1800 ITI, offrant 373 000 places de formation, et ITC offrant 305 000 places
400 ITI d'Inde, sont impliqués dans un projet d'amélioration en Centres d'Excellence avec l'assistance de la Banque mondiale.